# Cotoneaster astrophoros
Cotoneaster astrophoros är en rosväxtart som beskrevs av Jeanette Fryer och E.C. Nelson. Cotoneaster astrophoros ingår i släktet oxbär, och familjen rosväxter. Inga underarter finns listade i Catalogue of Life.